# 12e regering van Israël
De 12e regering (ook bekend als het kabinet–Eshkol II) was de uitvoerende macht van de Staat Israël van 22 december 1964 tot 12 januari 1966. Premier Levi Eshkol (Mapai) stond aan het hoofd van een coalitie van Mapai, de Nationaal-Religieuze Partij, Verenigd in Arbeid en de Agudat Israëlische Arbeiders.

## Ambtsbekleders
| Ambtsbekleder                | Ambtsbekleder          | Ambtsbekleder                                      | Functie                                      | Ambtstermijn     | Ambtstermijn     | Partij                       |
| ---------------------------- | ---------------------- | -------------------------------------------------- | -------------------------------------------- | ---------------- | ---------------- | ---------------------------- |
|                              | Levi Eshkol            | Levi Eshkol לֵוִי אֶשְׁכּוֹל (1895–1969)                  | Premier                                      | 26 juni 1963     | 26 februari 1969 | Mapai                        |
| Minister van Defensie        | Levi Eshkol            | Levi Eshkol לֵוִי אֶשְׁכּוֹל (1895–1969)                  | 5 juni 1967                                  | 26 juni 1963     |                  | Mapai                        |
|                              | Abba Eban              | Abba Eban אבא אבן (1915–2002)                      | Vicepremier                                  | 26 juni 1963     | 12 januari 1966  | Mapai                        |
|                              | Golda Meïr             | Golda Meïr גּוֹלְדָּה מֵאִיר (1898–1978)                  | Minister van Buitenlandse Zaken              | 18 juni 1956     | 12 januari 1966  | Mapai                        |
|                              | Chaim-Moshe Shapira    | Chaim-Moshe Shapira חיים משה שפירא (1902–1970)     | Minister van Binnenlandse Zaken              | 17 december 1959 | 15 juli 1970     | Nationaal- Religieuze Partij |
| Minister van Volksgezondheid | Chaim-Moshe Shapira    | Chaim-Moshe Shapira חיים משה שפירא (1902–1970)     | 1 november 1961                              | 12 januari 1966  |                  | Nationaal- Religieuze Partij |
|                              | Pinchas Sapir          | Pinchas Sapir פנחס ספיר (1906–1975)                | Minister van Financiën                       | 26 juni 1963     | 6 augustus 1968  | Mapai                        |
| Minister van Economie        | Pinchas Sapir          | Pinchas Sapir פנחס ספיר (1906–1975)                | 3 november 1955                              | 25 mei 1965      |                  | Mapai                        |
| Minister van Economie        |                        | Chaim Yosef Zadok                                  | Chaim Yosef Zadok חיים יוסף צדוק (1913–2002) | 25 mei 1965      | 22 november 1966 | Mapai                        |
|                              | Dov Yosef              | Dov Yosef דב יוסף (1899–1980)                      | Minister van Justitie                        | 1 november 1961  | 12 januari 1966  | Mapai                        |
|                              | Yigal Allon            | Rav Aluf Yigal Allon יִגְאָל אַלּוֹן (1918–1980)         | Minister van Arbeid                          | 1 november 1961  | 1 juli 1968      | Mapai                        |
|                              | Yosef Burg             | Yosef Burg יוסף בורג (1909–1999)                   | Minister van Sociale Zaken en Welzijn        | 17 december 1959 | 1 september 1970 | Nationaal- Religieuze Partij |
|                              | Zalman Aran            | Zalman Aran זַלְמָן אֲרָן (1899–1970)                   | Minister van Onderwijs en Cultuur            | 26 juni 1963     | 15 december 1969 | Mapai                        |
|                              | Israel Bar-Yehuda      | Israel Bar-Yehuda ישראל בר-יהודה (1895–1965)       | Minister van Vervoer                         | 28 mei 1962      | 4 mei 1965       | Verenigd in Arbeid           |
|                              |                        |                                                    | Minister van Vervoer                         | Vacant           |                  |                              |
|                              | Moshe Carmel           | Moshe Carmel משה כרמל (1911–2003)                  | Minister van Vervoer                         | 30 mei 1965      | 15 december 1969 | Verenigd in Arbeid           |
|                              | Chaim Gvati            | Chaim Gvati חיים גבתי (1901–1990)                  | Minister van Landbouw                        | 10 november 1964 | 3 juni 1974      | Mapai                        |
|                              | Josef Almogi           | Josef Almogi יוסף אלמוגי (1910–1991)               | Minister van Huisvesting                     | 30 oktober 1962  | 25 mei 1965      | Mapai                        |
|                              | Levi Eshkol            | Levi Eshkol לֵוִי אֶשְׁכּוֹל (1895–1969)                  | Minister van Huisvesting                     | 25 mei 1965      | 12 januari 1966  | Mapai                        |
|                              | YJsef Almogi           | Josef Almogi יוסף אלמוגי (1910–1991)               | Minister van Ontwikkelingen                  | 30 oktober 1962  | 25 mei 1965      | Mapai                        |
|                              | Chaim Yosef Zadok      | Chaim Yosef Zadok חיים יוסף צדוק (1913–2002)       | Minister van Ontwikkelingen                  | 25 mei 1965      | 12 januari 1966  | Mapai                        |
|                              | Bechor-Shalom Sheetrit | Bechor-Shalom Sheetrit בכור-שלום שטרית (1895–1967) | Minister van Openbare Veiligheid             | 14 mei 1948      | 2 januari 1967   | Mapai                        |
|                              | Zerach Warhaftig       | Zerach Warhaftig זרח ורהפטיג (1906–2002)           | Minister van Religieuze Zaken                | 1 november 1961  | 10 maart 1974    | Nationaal- Religieuze Partij |
|                              | Eliahu Sasson          | Eliahu Sasson אליהו ששון (1902–1978)               | Minister van Communicatie                    | 1 november 1961  | 1 januari 1967   | Mapai                        |
|                              | Akiva Govrin           | Akiva Govrin עקיבא גוברין (1902–1980)              | Minister van Toerisme                        | 22 december 1964 | 12 januari 1966  | Mapai                        |
|                              | Shimon Peres           | Shimon Peres שִׁמְעוֹן פֶּרֶס (1923–2016)                 | Viceminister voor Defensie                   | 17 december 1959 | 25 mei 1965      | Mapai                        |